# محمد بن عیسی الجابر
محمد بن عیسی الجابر، (به عربی: محمد بن عيسى الجابر) (زاده ۱۹۵۹) کارآفرین، سرمایه‌دار و هتل‌دار عربستانی است، که در سال ۲۰۱۳ با دارایی خالص ۷ میلیارد دلار از سوی مجله فوربز در رتبه ششم از ثروتمندترین افراد جهان عرب شناخته شد.